# Paul Hacker
Paul Hacker (* 6. Januar 1913 in Seelscheid; † 18. März 1979 in Münster) war ein  deutscher Indologe. Er konzentrierte sich vor allem auf eine philologisch-textkritische Herangehensweise, seine Studien galten den Vedānta-Schriften und den Texten der Purāṇa, aber auch der Auseinandersetzung mit neohinduistischen Werken. Hacker beschäftigte sich auch mit ideengeschichtlichen Fragestellungen und der Philologie der modernen indischen Sprachen, besonders der des Hindi.

## Leben
Hacker wuchs in Seelscheid auf, wo er auch zur Schule ging, bis er mit 19 Jahren zu studieren begann. Er studierte in Bonn, Heidelberg, Frankfurt und Berlin die Fächer Slawistik, Indologie, Vergleichende Linguistik, Englisch und Französisch. 1940, im Alter von 27 Jahren, promovierte Hacker mit einer Arbeit „Studien über den Realismus I. J. Turgenjews“. Von 1940 bis Kriegsende diente Hacker bei der Wehrmacht. 1947 wurde ihm eine Förderung zuteil, mittels derer er eine Arbeit schrieb, die ihm die Habilitation ermöglichte: „Untersuchungen zur Geschichte des frühen Advaita“. Ab 1949 gab er Vorlesungen in Bonn, ab 1950 in Münster. 1954 arbeitete er an einem Institut in Darbhanga, der Mithila University. Von 1955 bis 1963 war er wieder in Bonn tätig, wo er sich mit seinem Kollegen Joseph Ratzinger anfreundete und zum Katholizismus konvertierte. Schließlich folgte 1963 die Rückkehr nach Münster, wo er den neu gegründeten Lehrstuhl für Indologie übernahm. 1971 ging er für eine Gastprofessur an die University of Pennsylvania. Paul Hacker ging 1978 in den Ruhestand.

## Bedeutung
Zu Beginn der 1950er Jahre widmete Hacker der Advaita-Philosophie des Śaṅkara einige Arbeiten. Schon in diesen Texten begegnet man der Tendenz Hackers, sich eingehend mit indischen Termini zu beschäftigen, die einem Korrelat in modern-westlichen Sprachen entbehren. In diesem Zusammenhang sind auch seine Aufsätze über Dharma, Śraddha und Vrata und nicht zuletzt die nie vollendete Formulierung des „Inklusivismus“-Begriffes zu sehen.
Paul Hacker bildete die von Willibald Kirfel entwickelte textgeschichtliche Methode zur Behandlung anonymer Literatur weiter. „Durch die teilweise gleichlautenden Textstücke bieten die Purāṇen eine einzigartige (in anderen Hochkulturen fehlende) Möglichkeit, Dokumente der Mythologie, des Kultus und der Legendenbildung (und damit auch größtenteils der Theologie) nach früheren und späteren Bestandteilen zu ordnen und so das geschichtliche Werden ihrer Inhalte zu verfolgen.“ Diese Methode formulierte er in verschiedenen Aufsätzen aus und wendete sie z. B. in der Prahlāda-Abhandlung konsequent an. In diesem 1959 erschienenen Buch zog Hacker 16 Versionen der Legende heran, machte Gemeinsamkeiten und Unterschiede ersichtlich und rekonstruierte Kirfels Methode folgend eine ursprüngliche Form der Prahlāda-Legende.

## Inklusivismus
Hacker prägte im Laufe seines Schaffens immer deutlicher den Begriff „Inklusivismus“ als Bezeichnung einer universellen Eigenart indischen Denkens. „Inklusivismus bedeutet, daß man erklärt, eine zentrale Vorstellung einer fremden religiösen oder weltanschaulichen Gruppe sei identisch mit dieser oder jener zentralen Vorstellung der Gruppe, zu der man selber gehört. Meistens gehört zum Inklusivismus ausgesprochen oder unausgesprochen die Behauptung, daß das Fremde, das mit dem Eigenen als identisch erklärt wird, in irgendeiner Weise ihm untergeordnet oder unterlegen sei. Ferner wird der Beweis dafür, daß das Fremde mit dem Eigenen identisch sei, nicht unternommen.“
Hacker machte diese „Denkart“ in vielen Bereichen indischer Religionen aus, so z. B. in den Upaniṣaden, der Bhagavadgītā, den Purāṇas und dem Denken neohinduistischer Vertreter. „In allen (...) Fällen ist der Inklusivismus Zeichen einer geistigen Auseinandersetzung. Man polemisiert nicht direkt gegen die gegnerische Weltanschauung, sondern man anerkennt ihre wichtigen Begriffe, vielleicht sogar ihren wichtigsten Begriff, (…). Aber man ordnet die Zentralbegriffe gleichzeitig der eigenen Weltanschauung unter. Diese Methode der Auseinandersetzung unterscheidet sich von der später entwickelten Polemik, die mit formal logischen Mitteln und Methoden arbeitete. Sie bekundet eine außergewöhnliche geistige Geschmeidigkeit und Flexibilität, und wahrscheinlich hat sie auch bei manchen Hörern eine gewisse Werbekraft ausgeübt. Die Inder selber haben, soweit ich sehe, keinen Terminus dafür. Sie haben nicht darüber reflektiert. Wir haben in unserem Kulturkreis kein genaues Äquivalent zu diesem Inklusivismus, und eben deswegen haben wir ihn als Toleranz mißverstanden.“
„Wie ich schon sagte, ist der Inklusivismus ein Mittel des Unterlegenen oder des noch Schwachen, des noch in Entwicklung Begriffenen, sich durchzusetzen, sich Geltung zu verschaffen.“
Der Möglichkeit, dass der Inklusivismus als allgemein menschliche Möglichkeit der geistigen Auseinandersetzung mit etwas außerhalb der eigenen Welt betrachtet wird, entgegnet Hacker: „Daß er auf Indien beschränkt ist, zeigt sich am handgreiflichsten an der Tatsache, daß der Inklusivismus als solcher, als eine besondere geistige Haltung [nicht verstanden bzw.] mißverstanden wurde, und daß man, wenn man mit modern-westlichen Begriffen inklusivistische Geisteshaltungen bezeichnen wollte, von Toleranz sprach.“

## Werk
Neben Hackers indologischem Werk, das im Wesentlichen in den Kleinen Schriften zusammengefasst ist, hat Hacker auch zahlreiche theologische Arbeiten hinterlassen, auf deren Bedeutung Joseph Ratzinger in seiner Autobiographie hinweist. Hacker gehört zu den Gründern der hochkirchlichen Bruderschaft St. Jakobus.
(Auszugsweise aus: Kleine Schriften. Herausgegeben von Lambert Schmithausen. Wiesbaden, Franz Steiner 1978. S. IX–XX)

### Selbstständige Werke
- Upadeśasāhasrī von Meister Shankara. Aus dem Sanskrit übersetzt und erläutert. Bonn: Ludwig Röhrscheid 1949.
- Untersuchungen über Texte des frühen Advaitavāda. 1. Die Schüler Śañkaras. Mainz: Akad.; Wiesbaden: Steiner in Komm. 1953 (= Abhandlungen der Akademie der Wissenschaften und der Literatur. Geistes- und sozialwissenschaftliche Klasse. Jahrgang 1950, Band 26).
- Zur Funktion einiger Hilfsverben im modernen Hindi. Mainz: Akad.; Wiesbaden: Steiner in Komm. 1958 (= Abhandlungen der Akademie der Wissenschaften und der Literatur. Geistes- und sozialwissenschaftliche Klasse. Jahrgang 1958, Band 4).
- Prahlāda. Werden und Wandlungen einer Idealgestalt. Beiträge zur Geschichte des Hinduismus. Teil I: Die Entstehung der Legende; die Prahlāda-Legende des Viṣṇupurāṇa und des Bhāgavatapurāṇa. Teil II: Weiterentwicklungen nach dem Bhāgavatapurāṇa; Nebenentwicklungen. Verlag der Akademie der Wissenschaften und der Literatur in Mainz, in Kommission bei Franz Steiner Verlag, Wiesbaden 1960 (= Abhandlungen der geistes- und sozialwissenschaftlichen Klasse der Akademie der Wissenschaften und der Literatur in Mainz. Jahrgang 1959, Nr. 9 und 13).
- Das Ich im Glauben bei Martin Luther. Graz: Styria 1966 (Neudruck Bonn 2002, mit einem Vorwort von Joseph Ratzinger).

### Aufsätze, Vorträge
- Eigentümlichkeiten der Lehre und Terminologie Śañkaras: Avidyā, Nāmarūpa, Māyā, Īśvara. In: ZDMG 100.1950, S. 246–286.
- Vivarta. Studien zur Geschichte der illusionistischen Kosmologie und Erkenntnistheorie der Indern (= Abhandlungen der Akademie der Wissenschaften und der Literatur. Geistes- und sozialwissenschadftliche Klasse. Jahrgang 1953, Band 5).
- Religiöse Toleranz und Intoleranz im Hinduismus. In: Saeculum 8.1957, S. 167–179.
- Der Dharmabegriff im Neuhinduismus. In: ZMR 42.1958, S. 1–15.
- Purāṇen und Geschichte des Hinduismus. Methodologische, programmatische und geistesgeschichtliche Bemerkungen. In: OLZ 55.1960, Sp. 341–354.
- Zur Entwicklung der Avatāralehre. In: WZKSO 4. 1960, S. 47–70.
- Zur Methode der geschichtlichen Erforschung der anonymen Sanskritliteratur des Hinduismus. (Vortrag gehalten auf dem XV. Deutschen Orientalistentag Göttingen 1961.) In: ZDMG 111.1961, S. 483–492.
- Mechanistische und theistische Kosmogonie im Hinduismus. In: ZMR 49.1965, S. 17–28.
- Zur Methode der philologischen Begriffsforschung. In: ZDMG 115.1965, S. 294–308.
- Der religiöse Nationalismus Vivekānandas. In: EMZ 28.1971. S. 1–15.
- Inklusivismus (1979). Posthum in: Oberhammer, Gerhardt (Hrsg.): Inklusivismus: Eine indische Denkform. Wien: Akad. 1983.
- Kleine Schriften. Hrsg. v.  Lambert Schmithausen. Wiesbaden: Franz Steiner 1978.
- Joseph Ratzinger und die Zerstörung des Dogmas. In: Zur Philosophie und Theologie Joseph Ratzingers, hrsgg. v. Wigand Siebel, 4. Auflage, Saarbrücken 2007, ISBN 3-928198-03-3, S. 14–30.